# 约翰·鲍尔
约翰·阿尔伯特·鲍尔（1882年7月4日—1918年11月20日）是瑞典插画家。他的主要作品是关于人文风景和神话的，但他也创作肖像画。他最著名的插画作品是他早期创作的《侏儒和巨魔》（"Among Gnomes and Trolls"），创作自一本瑞典民间传说和神话故事选集。
鲍尔在延雪平出生并长大。在16岁他搬到了斯德哥尔摩并进入瑞典皇家艺术学院学习。这段时间他开始接到为书本和杂志创作插画故事的工作，然后认识了艺术家Ester Ellqvist，他们在1906年结婚。他在早年生活中旅行穿越了拉普兰，德国和意大利，这些地区的文化深刻影响了他的创作。他以浪漫民族主义的方式创作，部分上受到了意大利文艺复兴和萨米文化的影响。他的大部分作品都是水彩画，或者黑白或柔和的颜色。他也创作过油画和壁画。他的插画被认为拓宽了世界对瑞典民间故事、传说和人文风景的理解。
鲍尔36岁时，他，Ester和他们的儿子本格特，在韦特恩湖的沉船事故中溺水身亡。

## 生平

### 早年生活和教育

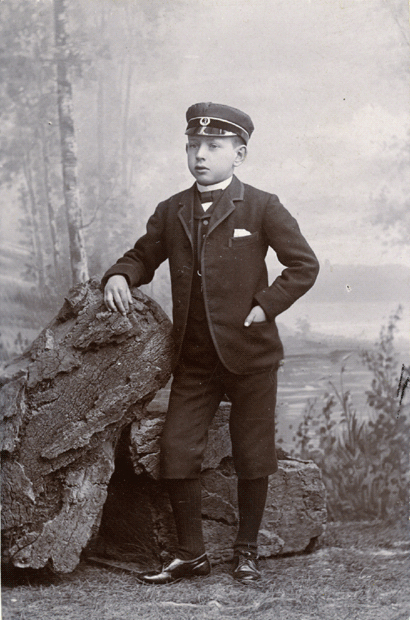
年轻的约翰·鲍尔

约翰·鲍尔在延雪平出生并长大，作为约瑟夫·鲍尔的儿子。他的父亲原本是巴伐利亚人，来自延雪平城外罗格倍加（Rogberga）的一个农村家庭。 
约瑟夫鲍尔在1863年来到瑞典，身上没带一分钱。他在成功地在延雪平的Östra广场经营起一家熟食店。一家人都生活在店铺上面的公寓中，直到1881年他们在Sjövik的房子完工。约翰出生在1882年，一直住在Sjövik地区Rocksjön湖畔的一间小屋里，一同居住的有她的父母和两个兄弟，一个比他年长，一个比他年幼。他唯一的妹妹很小就死了。 这家人在他自力更生以后很久仍然很宠爱他。 他在1892到1898年就读过的学校原址位于Jönköpings Högre Allmäna Läroverk（“延雪平高等公立学校”）， 后来改称Jönköpings Tekniska Skola（“延雪平技术学院”）。  他画了大量的时间把他的老师和白日梦画成漫画，他的老师并不喜欢他这点。
鲍尔很早就开始涂鸦和绘画，即使他的家庭并没有直接支持他。但当他年满十六岁的时候提出去斯德哥尔摩学习艺术，他们都热烈支持他并予以经济支撑。在1898年，他成为当年40个一起申请进入瑞典皇家艺术学院学习的学生之一，并尽管他完全满足该学院的所有其他要求，他的年龄对于录取而言也太小了。他于是花了两年时间在 Kaleb Ahltins 学校作为画家受训。在这段时间中，像大多数青少年一样，在希望和绝望中痛苦，一定程度上反映在了他的艺术作品中。
到了1900年，他终于年满艺术学院的录取年龄了，并成为当年录取的三名学生之一。另外两个成功的申请者是他的朋友 Ivar Kamke 和 Pontus Lanner。他学习了传统插画，植物画，中世纪风格和速写，所有的技巧都表现在了他后来的作品中。他的老师之一，著名的历史画家古斯塔夫·谢德斯多姆（Gustaf Cederström）赞扬他说：

他的艺术是我会称为伟大的艺术，在他几乎所有的小型画中，他都给予了一种比很多不朽的艺术家在巨大的画布上才能表现的更深刻的印象。重要的不是尺寸而是内容。
当他在学校时，他第一次收到了请他为杂志（包括《Söndags-Nisse》和《Snöflingan》）和书（例如，《De gyllene böckerna》和《Länge, länge sedan》）绘插画的邀请。1904年他到拉普兰去旅行，为了一本关于这个国家的文化的书的创作，和“野外的异国情调”。在1905年底，他离开学院，并将“艺术家”的头衔放在了他的名片上。

## 工作

### 主题
瑞典是森林覆盖率很高的国家，而鲍尔最爱的主题就是瑞典的自然景观，尤其是有光束钻过穹顶的叶隙洒落在地面上的密林。他从小就在斯莫兰的黑森林里漫步，想象各种生物在这里生活的景象。从他的画作中经常能看到对瑞典丛林中的植物、苔藓、地衣和蘑菇的细致描绘。《侏儒与巨魔》(Among Gnomes and Trolls，也常译作《矮人和巨人》)是他最知名的作品。
在1953年刊载于《全家刊》(Allers Familje-journal)上的一篇文章中，他的朋友欧文·埃克朗(Ove Eklund)称“虽然(鲍尔)只是喃喃地提到，但又从未清晰地说出过”，但他(鲍尔)相信他所画出的所有生物都是真实存在的。埃克朗曾有几次陪伴鲍尔一起在Vättern湖边漫步，而鲍尔对于各种奇幻生物的生动描述让埃克朗都觉得好像他也能看见它们一样。
 欧文·埃克朗谈鲍尔:
是的，约翰·鲍尔，他就在这里，嘴角边黏着一个烟斗。他时不时地吹出一团打转的棕色烟雾，这烟升入靛蓝色并洒满阳光的空中。他还从微微打开的窄小嘴唇中喃喃地说着什么，这些话有时并不好理解。但是我嘛，掌握其中的要领已经很多年了，所以理解了其中的大部分意思。
(Yes, there he was, John Bauer, with his brown, eternal pipe glued to the corner of his mouth. Now and then he blew a small cloud of brown troll smoke straight up into the turquoise-bleu, sun-sparkling space. And muttered something far behind his tight, narrow lips—not always so easy to decipher. But I, having had the key for many years, understood most of it.)

### 侏儒和巨魔

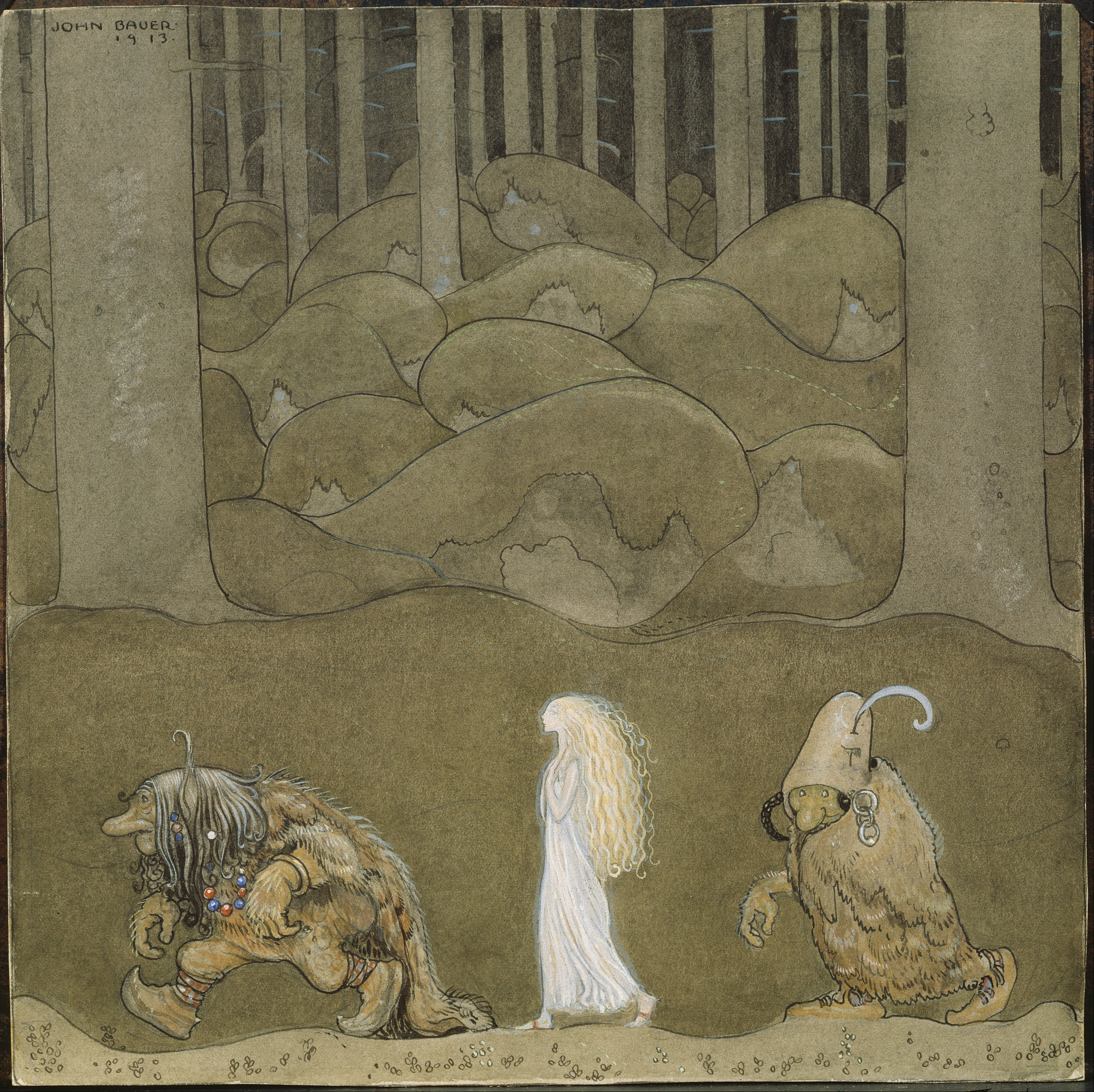
在仲夏的夜晚，他们和比安卡·玛丽亚进入了幽深的森林。1913年，水彩画。

1907年，鲍尔被 Åhlén & Åkerlund 出版社（现在的邦尼尔集团）问到是否愿意为他们的一套新书绘插画，也就是《侏儒和巨魔》。这套书会每年出版一次，收集优秀瑞典作家创作的故事。鲍尔为这本书所创作的画主要是全页的水彩画，以单色绘成。他也贡献了封面，小插图和其他更小的绘画设计。鲍尔笔下最著名的生物，巨魔，被绘在灰色、绿色和棕色这些森林的颜色的阴影下，好像他们本就是从这片土地下生长出来的。由于印刷机的技术缺陷，1907年到1910年的版本只被绘作两种颜色：黑色和黄色。一些鲍尔的原画显示本来是全彩的。
1911年，当鲍尔再次被邀请为这本书创作时，他清楚地向出版方提出他想保留绘画作品，及在出版后的所有版权。出版社之前将他的原画作为了他们的财产。鲍尔同时期的艺术家也面临相同的问题，所以出版方没有对他的请求让步。但当他们失去鲍尔的插画时，书的销量立刻下跌了。
出版方在1912年的版本请回了鲍尔，他终于再次可以创作属于自己的书了。印刷技术也得到改善，所以书现在可以用三种颜色打印：黑色，黄色和蓝色。有了这些技术上的进展，印刷很大程度上能够表现鲍尔的原画了。
鲍尔又创作了1913年到1915年的版本，印刷品和之前的三种颜色一样。1913年标志着他在一系列的创作达到巅峰，鲍尔的插画从那一版开始主要重复他之前的创作。1914年，他的插画开始受意大利文艺复兴的影响。在那一时期，鲍尔想停止创作这个系列，但迫于签订的合约不得不再画一年。在1915年，他不再为侏儒和巨魔绘画。他说，他“和他们了结了，继续前进”。在欧洲的大战转换了鲍尔对这个世界的视角，他声称他不能再将它想象成为一个童话故事。